# 腫瘍随伴症候群
腫瘍随伴症候群（しゅようずいはんしょうこうぐん、英: paraneoplastic syndrome）、パラネオプラスティック症候群とは、癌によって引き起こされる疾患または症候であり、圧迫所見を除く概念であり、癌細胞が存在することにより局所的にもたらされる作用も除外される。これらの現象は腫瘍細胞が分泌する体液性因子（英語版）（ホルモンやサイトカインによる）や腫瘍に対する免疫応答に基づく。腫瘍随伴症候群は主に中年期または高齢の患者に見られ、肺癌、乳癌、卵巣癌、リンパ腫で多い。腫瘍随伴症候群は病因となる悪性腫瘍の確定診断に先立って見られることが多い。このパラダイムでは、腫瘍細胞は（神経蛋白質等の）腫瘍拒絶抗原（参考）を発現し、部分的に（時には完全に）有効な抗腫瘍免疫反応を惹起して腫瘍増殖を抑制し、症状を軽減する。患者は、腫瘍免疫が破綻して免疫寛容の状態になりその（例えば神経細胞）の蛋白質を発現する正常な組織が攻撃され始めたときに初めて受診しようと考える。
腫瘍随伴症候群はPNSと略されることが多いが、PNSは「末梢神経系」の意味で用いられることのほうが多い。

## 分類
腫瘍随伴症候群は4つの主カテゴリーに分類することができる。「内分泌系」、「神経系」、「皮膚粘膜系」、「血液系」であるが、このカテゴリーに入らないものもある。
| 症状分類   | 症状                                                     | 原因となる主な癌腫                                                                                                   | 発現メカニズム                                          |
| 内分泌系   |                                                          | |                                                         |
| ---------- | -------------------------------------------------------- | --- | ------------------------------------------------------- |
| 内分泌系   | クッシング症候群                                         | - 小細胞肺癌 - 膵癌 - 神経腫 - 胸腺腫                                                                                | 異所性ACTHおよびACTH様物質                              |
| 内分泌系   | SIADH                                                    | - 小細胞肺癌 - 悪性中枢神経系腫瘍                                                                                    | 抗利尿ホルモン                                          |
| 内分泌系   | 高カルシウム血症                                         | - 肺癌（主に扁平上皮癌） - 乳癌 - 腎細胞癌 - 多発性骨髄腫（恐らく溶骨性病変とは無関係） - 成人T細胞白血病 - 卵巣腫瘍 | PTHrP（副甲状腺ホルモン関連ペプチド）, TGF-α, TNF, IL-1 |
| 内分泌系   | 低血糖症                                                 | - 線維肉腫 - 他の間葉性肉腫 - インスリノーマ - 肝細胞癌                                                              | インスリン、インスリン様物質、IGF-II                    |
| 内分泌系   | カルチノイド症候群                                       | - 気管支腺腫（カルチノイド型） - 膵癌 - 胃癌                                                                         | セロトニン、ブラジキニン                                |
| 内分泌系   | 多血症                                                   | | 「血液系」を参照                                        |
| 内分泌系   | アルドステロン症                                         | - 副腎腺腫 / コン症候群(原発性アルドステロン症) - 非ホジキンリンパ腫 - 卵巣腫瘍 - 肺性                               | アルドステロン                                          |
| 神経系     | ランバート・イートン症候群（LEMS）                       | - 小細胞肺癌 | 免疫学的機序                                            |
| 神経系     | 傍腫瘍性小脳変性症（英語版）                             | - 肺 - 卵巣腫瘍 - 乳癌 - ホジキンリンパ腫                                                                            |                                                         |
| 神経系     | 脳脊髄炎                                                 | | 脳炎、脊髄炎                                            |
| 神経系     | 辺縁系脳炎                                               | - 小細胞肺癌 |                                                         |
| 神経系     | 脳幹脳炎                                                 | |                                                         |
| 神経系     | 眼球クローヌス・ミオクローヌス運動失調                   | - 乳癌 - 卵巣腫瘍 - 小細胞肺癌 - 神経芽細胞腫（小児）                                                                | RNA結合タンパク質Nova-1に対する自己免疫反応             |
| 神経系     | 抗NMDA受容体抗体脳炎                                     | - 奇形腫 | NMDA型受容体サブユニットに対する自己免疫反応            |
| 神経系     | 多発性筋炎                                               | - 非ホジキンリンパ腫 - 肺癌 - 膀胱癌                                                                                 |                                                         |
| 皮膚粘膜系 | 黒色表皮腫                                               | - 胃癌 - 肺癌 - 子宮癌                                                                                               | - 免疫学的機序 - EGF                                    |
| 皮膚粘膜系 | 皮膚筋炎                                                 | - 気管支原性肺癌 - 乳癌 - 卵巣腫瘍 - 膵癌 - 胃癌 - 結腸直腸癌 - 非ホジキンリンパ腫                                   | 免疫学的機序                                            |
| 皮膚粘膜系 | レーザー-トレラー徴候                                    | |                                                         |
| 皮膚粘膜系 | 壊死融解性移動性紅斑                                     | グルカゴノーマ |                                                         |
| 皮膚粘膜系 | スウィート症候群（急性熱性好中球性紅斑皮膚症）（英語版） | |                                                         |
| 皮膚粘膜系 | 皮膚乳頭腫症                                             | |                                                         |
| 皮膚粘膜系 | 壊疽性膿皮症                                             | |                                                         |
| 皮膚粘膜系 | 後天性汎発性多毛症                                       | |                                                         |
| 血液系     | 顆粒球増多症                                             | | G-CSF                                                   |
| 血液系     | 多血症                                                   | - 腎細胞癌 - 小脳血管腫 - 肝細胞癌                                                                                   | エリスロポエチン分泌                                    |
| 血液系     | トルーソー症候群                                         | - 膵癌 - 気管支原性肺癌                                                                                              | 血栓形成を促進するムチン等                              |
| 血液系     | 非細菌性血栓性心内膜炎                                   | - 進行癌 | 凝固性亢進                                              |
| 血液系     | 貧血                                                     | - 胸腺腫 | 不明                                                    |
| その他     | 膜性腎症                                                 | - 各種癌 | - 腫瘍抗原 - 免疫複合体                                 |
| その他     | 腫瘍性骨軟化症                                           | - 血管外皮細胞腫 - リン酸塩漏出性間葉腫瘍                                                                            | - FGF-23                                                |
| その他     | シュタウファー症候群（肝機能異常）                       | - 腎細胞癌 |                                                         |
| その他     | 腫瘍熱                                                   | |                                                         |

## 神経学的症状について
腫瘍随伴症候群のうち最も重大なものは傍腫瘍性神経症候群（PND）である。この病態は中枢および末梢神経に、時に変性的に作用する。一方で他の病態（ランバート・イートン症候群（LEMS）等）は対症療法または腫瘍の治療により改善することがある。傍腫瘍性神経症候群の症状としては、運動失調（歩行困難等）、眩暈、病的眼球振盪、嚥下困難、筋緊張低下、運動協調性低下、不明瞭発語、健忘、視覚異常、睡眠障害、認知症、四肢感覚脱失が挙げられる。傍腫瘍性神経症候群を伴う主な癌種は、乳癌、卵巣腫瘍であるが、他の癌腫でも発現し得る。
治療法としては、下記のようなものがある。
1. 化学療法、放射線、手術等による原因癌腫の治療
2. 神経変性の軽減または悪化遅延化。
症状回復のためには迅速な診断と治療が決定的に重要である。これらの症候群は比較的稀であるので、PNDを観察・治療した医師は非常に少ない。そのため、腫瘍随伴神経疾患の治療の経験を持つ専門家と連携することが重要となる。